# Collegio uninominale Liguria - 03 (Senato della Repubblica)
Il collegio elettorale uninominale Liguria - 03 è stato un collegio elettorale uninominale della Repubblica Italiana per l'elezione del Senato tra il 2017 ed il 2022.

## Territorio
Come previsto dalla legge elettorale italiana del 2017, il collegio era stato definito tramite decreto legislativo all'interno della circoscrizione Liguria.
Era formato dal territorio di 83 comuni: Ameglia, Arcola, Avegno, Beverino, Bogliasco, Bolano, Bonassola, Borghetto di Vara, Borzonasca, Brugnato, Busalla, Calice al Cornoviglio, Camogli, Carasco, Carro, Carrodano, Casarza Ligure, Castelnuovo Magra, Castiglione Chiavarese, Chiavari, Cicagna, Cogorno, Coreglia Ligure, Crocefieschi, Deiva Marina, Fascia, Favale di Malvaro, Follo, Fontanigorda, Framura, Gorreto, Isola del Cantone, La Spezia, Lavagna, Leivi, Lerici, Levanto, Lorsica, Lumarzo, Luni, Maissana, Mezzanego, Moconesi, Moneglia, Montebruno, Monterosso al Mare, Montoggio, Ne, Neirone, Orero, Pieve Ligure, Pignone, Portofino, Portovenere, Propata, Rapallo, Recco, Rezzoaglio, Riccò del Golfo di Spezia, Riomaggiore, Rocchetta di Vara, Ronco Scrivia, Rondanina, Rovegno, San Colombano Certenoli, Santa Margherita Ligure, Santo Stefano d'Aveto, Santo Stefano di Magra, Sarzana, Savignone, Sesta Godano, Sestri Levante, Sori, Torriglia, Tribogna, Uscio, Valbrevenna, Varese Ligure, Vernazza, Vezzano Ligure, Vobbia, Zignago, Zoagli e da parte del comune di Genova (i quartieri Albaro, Brignole, Carignano, Castagna, Foce, Lido, Nervi, Puggia, Quartara, Quarto dei Mille, Quinto al Mare, San Giuliano, San Martino, San Vincenzo e Sturla).
Il collegio era parte del collegio plurinominale Liguria - 01.

## Eletti
| Elezione | Elezione | Senatore             | Partito |
| -------- | -------- | -------------------- | ------- |
|          | 2018     | Stefania Pucciarelli | Lega    |

## Dati elettorali

### XVIII legislatura
Come previsto dalla legge elettorale, 116 senatori erano eletti con sistema a maggioranza relativa in altrettanti collegi uninominali a turno unico.
| Candidati              | Candidati                      | Voti    | %     | Liste                           | Voti    | %     |
| ---------------------- | ------------------------------ | ------- | ----- | ------------------------------- | ------- | ----- |
|                        | Stefania Pucciarelli ✔️ Eletto | 114 714 | 39,97 | Lega                            | 59 411  | 20,70 |
| Forza Italia           | Stefania Pucciarelli ✔️ Eletto | 114 714 | 39,97 | 39 915                          | 13,91   |       |
| Fratelli d'Italia      | Stefania Pucciarelli ✔️ Eletto | 114 714 | 39,97 | 11 831                          | 4,12    |       |
| Noi con l'Italia - UDC | Stefania Pucciarelli ✔️ Eletto | 114 714 | 39,97 | 3 557                           | 1,24    |       |
|                        | Fulvia Steardo                 | 77 498  | 27,00 | Movimento 5 Stelle              | 77 498  | 27,00 |
|                        | Juri Michelucci                | 72 323  | 25,20 | Partito Democratico             | 59 336  | 20,67 |
| +Europa                | Juri Michelucci                | 72 323  | 25,20 | 10 065                          | 3,51    |       |
| Italia Europa Insieme  | Juri Michelucci                | 72 323  | 25,20 | 1 677                           | 0,58    |       |
| Civica Popolare        | Juri Michelucci                | 72 323  | 25,20 | 1 245                           | 0,43    |       |
|                        | Laura Canale                   | 11 943  | 4,16  | Liberi e Uguali                 | 11 943  | 4,16  |
|                        | Catia Castellani               | 3 289   | 1,15  | Potere al Popolo!               | 3 289   | 1,15  |
|                        | Maria Grazia Baracco           | 2 716   | 0,95  | CasaPound                       | 2 716   | 0,95  |
|                        | Sergio Pareschi                | 1 758   | 0,61  | Partito Comunista               | 1 758   | 0,61  |
|                        | Emilia Canossa                 | 1 335   | 0,47  | Il Popolo della Famiglia        | 1 335   | 0,47  |
|                        | Matteo Fadda                   | 691     | 0,24  | Partito Valore Umano            | 691     | 0,24  |
|                        | Andrea Carannante              | 447     | 0,16  | Per una Sinistra Rivoluzionaria | 447     | 0,16  |
|                        | Livio Grazzini                 | 286     | 0,10  | PRI - ALA                       | 286     | 0,10  |
| Totale                 | Totale                         | 287 000 | 100   |                                 | 287 000 | 100   |
|                        |                                |         |       |                                 |         |       |
| Voti non validi        | Voti non validi                | 8 004   | 2,71  |                                 |         |       |
| Votanti                | Votanti                        | 295 004 | 73,73 |                                 |         |       |
| Elettori               | Elettori                       | 400 118 |       |                                 |         |       |